# Донска митрополија
Донска митрополија (рус. Донская митрополия) митрополија је Руске православне цркве.
Образована је одлуком Светог синода од 5/6. октобра 2011, а налази се у оквиру граница Ростовске области. У њеном саставу се налазе три епархије: Волгодонска, Ростовска и Шахтинска.